# Anna Wettergren-Behm
Anna Ingeborg Elisabet Wettergren-Behm, född Wettergren 16 september 1877 i Arboga stadsförsamling, Västmanlands län, död 9 februari 1938 på Sjögränds gård i Hagfors församling, Värmlands län, var en svensk textilkonstnär. Hon tillhörde pionjärerna i kretsen kring Lilli Zickerman och blev den första mönsterriterskan på Föreningen för Svensk Hemslöjd, där hon arbetade 1903–1916. Hon var verksam vid Värmlands läns hemslöjdsförening samt ritade mönster för Almedahls AB. Hon spelade en framträdande roll som förnyare av den svenska vävnadskonsten, bland annat för damastvävningen.
Hon förnyade damastmönstren på Almedahl-Dahlsjöfors AB samt gjorde kyrkliga textilier. Två arter av textilkonst kom Anna Wettergren-Behm att särskilt ägna sig åt. Det var dels kyrklig skrud för både kyrkorummet och prästen, dels damastvävar, mattor och möbeltyger för profant bruk.

## Biografi

### Föräldrar och syskon
Anna Wettergren föddes i en läkarfamilj i Arboga. Både hon och de två syskonen hade konstnärliga anlag. Systern Ingeborg Wettergren blev en skicklig broderikonstnär och brodern Erik Wettergren chef och överintendent för Nationalmuseum.

### Tekniska Skolan och Adelborgska hemmet
Wettergren genomgick Tekniska Skolan i Stockholm. Hon var 18 år då hon 1895 började sin utbildning, som varade i sex år. Under Stockholmsvistelsen var hon inackorderad hos en änkefru Hedvig Adelborg, som hade flera döttrar. Tre av dem skulle komma att göra betydelsefulla insatser på olika kulturella områden. Den yngsta, Ottilia Adelborg, blev verksam som konstnär och utvecklade en livslång vänskap med Anna Wettergren-Behm.
Genom Ottilia Adelborgs inflytande kom såväl de internationella som de nationella konsthantverksidéerna att forma Anna Wettergrens livsprogram. Vistelsen i det Adelborgska hemmet varade i åtta år och avbröts då Wettergren gifte sig och flyttade från Stockholm. Den nära kontakten avbröts, men vänskapen fortsatte livet ut. Anna Wettergren och Ottilia Adelborg företog bland annat en studieresa till Holland.

### Svensk Hemslöjds första mönsterriterska
Anna Wettergren blev den första mönsterriterskan hos Föreningen för Svensk Hemslöjd, grundad 1899 av Lilli Zickerman och med prins Eugen som ordförande. Föreningens verksamhet bestod av butik, anställda textilkonstnärer och snickare och kom att stå som förebild för de lokala hemslöjdsföreningar som bildades från 1904. Föreningen hade som målsättning att bevara och utveckla gammal svensk slöjd. De gamla teknikerna användes, färg och material var ofta traditionella, men varorna oftast moderniserade till sin funktion och mönstren komponerade av skickliga formgivare för att tilltala en borgerlig kundkrets. Anna Wettergrens anställning hos Svensk Hemslöjd varade bara i två år, men intresset för hemslöjden behöll hon resten av livet, och de tog sig uttryck på olika sätt. Hemslöjden såg hon som ett organ för tidens strävanden mot ett estetiskt högtstående och på svensk handaslöjd byggt framtida konsthantverk.
Anna Wettergren fick under åren 1902–1904 vid Svensk Hemslöjd bevara och utveckla gammal hemslöjd och hennes inställning till hemslöjd och allmogekultur präglades för resten av livet.
Anna Wettergren kom till Svensk Hemslöjd genom förmedling av Ottilia Adelborg. Under sin anställningstid var Anna Wetterborg medhjälpare till Lilli Zickerman vid hennes stora inventering av hemslöjd i olika delar av landet. Anna Wettergren deltog i en stor hemslöjdsinventering i Värmland på 1920-talet.

### Tiden i Gästrikland
1904 gifte sig Anna Wettergren 26 år gammal med agronomen Carl Behm i Rättviks kyrka. Hennes man var verksam vid Ockelboverken vid Åmots bruk i Åmot i Ockelbo kommun i norra Gästrikland.
Anna Wettergren-Behm och Carl Behm bosatte sig i Åmot. Hon slutade då sin anställning. I Åmot föddes sönerna Lars och Jan samt dottern Catharina, och där ägnade hon sin mesta tid åt inredning och skötsel av hem och barn. Intresset för slöjd fanns hela tiden i bakgrunden. Ett handarbete som hon ägnade sig åt var stickning och hon ledde stickkurser för flickor, vars föräldrar var anställda vid Åmots bruk. I Åmot anlade hon sin första trädgård. Blommor smyckade både hennes hem och mönstring. Att skapa ett estetiskt tilltalande men också funktionellt hem såg hon som en viktig uppgift.
I Åmot lärde Anna Wettergren-Behm närmare känna hemslöjdspionjären Stina Rodenstam, som var bosatt i Hudiksvall. I samband med en utställning i Hudiksvall författade Wettergren-Behm en beskrivning av Hälsinglands textila traditioner, närmare bestämt den norra landskapsdelens. Hon gjorde därvid jämförelser mellan Dalarnas textilier och Hälsinglands. I likhet med Lilli Zickerman lade hon speciellt märke till de olika färgskalorna, som fanns i skilda bygder och som hon ansåg bero på människornas färgval, men även på de varierande växtfärger som naturen erbjudit.
Den äldste sonens porträtt framställde Anna Wettergren på en julbonad i gobelängteknik. Hemmet i Åmot utformades mer och mer efter hennes intentioner. Hon ritade inte bara textilier utan även möbler. En del av dessa var gjorda av obehandlad ljus björk, bland annat matsalsmöbeln. Till Ottilia Adelborg i Gagnef kom Anna Wettergren-Behm ofta på besök. I Turistföreningens årsbok 1905 finns en artikel om Gagnef av henne. Där skriver hon lyriskt om naturen, men även om de textila skatter som gömmer sig i hemmen. Knypplade spetsar och hemvävda band med dalablomster skulle kunna växa fram ”ur skogarnas blå”.

### I Dalarna
Makens yrke innebar en del flyttningar och under några år bodde familjen i Dalarna. Maken hade fått anställning vid Stora Kopparbergs Bergslags AB. De bosatte sig på gården Stråtenbo, cirka 10 kilometer sydväst om Falun i Aspeboda socken. Stråtenbo låg vid Aspån strax söder om utflödet ur sjön Stora Aspen. Det blev hennes hem åren 1910–1914. Jordbruket som hörde till gården fordrade hennes organisatoriska och sociala insatser, då husfadern ofta var på resor borta från hemmet. I Gagnef fanns också sedan några år Ottilia Adelborg. Genom hennes stora umgänge med olika kulturpersonligheter, konstnärer och företrädare för den tidiga hemslöjdsrörelsen kom också Anna Wettergren-Behm in i denna krets.

### I Värmland
1915 flyttade familjen till Värmland. Hennes man fick anställning vid Uddeholmsbolaget. Familjen bodde då på gården Sjögränd vid Rådasjön, cirka 10 mil norr om Karlstad. Gården blev ett nytt hem att skapa, där hon kunde förverkliga sina idéer om bostad och trädgård. Barnen började bli stora och hon fick mer tid till konstnärlig verksamhet. Nu kom hon i kontakt med Värmlands Hemslöjd.

### Inventering inför hemslöjdsutställning
Den stora inventeringen av äldre slöjd som gjordes inför Hemslöjdsutställningen i Karlstad 1922 blev en stor inspirationskälla för henne. Hon började ägna sig åt kyrklig textilkonst efter att ha studerat de medeltida vävnader som hittades i värmländska kyrkor. Men hon ägnade sig också åt damast, mattor och möbeltyger för profant bruk. En annan samtida textilkonstnär i Värmland med stort intresse för kyrkliga textilier var Agnes Branting. Hon grundade år 1904 textilateljén Licium, där ateljéns huvudsakliga arbetsuppgifter var att tillverka kyrkliga textilier.

### Utställningen i Landshövdingeresidenset i Karlstad 1922
I Svenska Turistföreningens årsskrift 1928 om Värmland, fanns en artikel av Anna Wettergren-Behm: ”Värmlands hemslöjd”.
”Såsom epok för hemslöjdsforskningen i Värmland kan man sätta år 1922, då i Karlstads landshövdingeresidens i Värmland avhölls en stor, av Föreningen Värmlands hemslöjd anordnad länsutställning. Här fick man för första gången tillfälle att se en samlad uppvisning av värmländsk handaslöjd från gången och nuvarande tid. Och här fick man anledning att anställa jämförelser och draga slutsatser, vilka senare bekräftats, rättats på eller vidgats.” 

Hon fortsätter i Svenska Turistföreningens årsskrift 1928, där hon skriver:
”Naturligtvis har även herrgårdarnas inflytande i hög grad gjort sig gällande. Södra Värmland har närmast en högre ståndshemslöjd, som särskilt i Väse vackrast tagit sig uttryck i ett damastväveri av mycket hög kvalitet. Materialet är i allmänhet ett utomordentligt vackert lin, men även ull av den sköna glans, som ännu förekommer i Kils härad (Kils härad i Stora Kils socken i södra Värmland), Gillbergs härad (Gillbergs härad i sydvästra Värmlands län inom nuvarande Arvika, Säffle och Grums kommuner) med flera härader. Denna damasttillverkning, som alltså har djupa rötter, fortsattes genom Föreningen Värmlands hemslöjds förmedling i våra dagar av en ung jordbrukare C. G. Widlund vars skicklighet är lika stor som hans hängivenhet för arbetet. Ett antependium, vävt i damast genom Föreningen Värmlands hemslöjd av C. G. Widlund, var komponerat av Anna Wettergren-Behm.”
”Inflytelser av kyrklig art påverka även produktionen. I Södra Råda ödekyrka finnes ett såsom altarduk använt täcke i dubbelvävnad, så kallad finskeväv. Det antages vara ett alster av ren husflit eller hemslöjd, troligen utfört under 1500- eller början av 1600-talet. Fragment av medeltida så kallad förstärkt vävnad finnas såväl i Södra Råda som i några andra kyrkor. Alla dessa nu nämnda, åldriga vävnader ha såsom motiv djurformer i ädel teckning och sammanställning, och det ligger nära till hands att antaga, att dessa former upptagits och omsmälts vid vävningen av damast och andra vävnadsslag. Det är nämligen just förekomsten av djur, som utmärker den värmländska damasten.”
I Värmlands Hemslöjds arkiv finns bland annat Rosryan från Dalby socken i Värmland, (ingick i Älvdals härad, och är sedan 1974 en del av Torsby kommun), som är Värmlands enda rya av så kallad herrgårdstyp och en praktfull åkdyna från Jösse härad (Jösse härad i västra Värmlands län inom nuvarande Arvika, Kil och Eda kommuner) med årtalet 1751. Ur Värmlands Hemslöjds arkiv. I Värmlands Hemslöjds arkiv finns vidare motiv med Djurgården, damast utförd genom Föreningen Värmlands hemslöjd efter ”förstärkt vävnad” i Varnums kyrka i Skara stift i Västra Götalands län.

### Värmlands Hemslöjd
Värmlands Hemslöjd var den organisation som lät väva upp Anna Wettergren-Behms mönsterteckningar. De flesta av hennes damastmönster för handvävning utfördes av godsägare Carl Widlund på Tranjerdstorp utanför Karlstad. Det första dukmönstret hette Glädjens blomster, ett annat mönster hette Värmlands hästar. Han vävde även andra damasttyger. Fåglarna hette ett antependium inspirerat av ett medeltida mönster från Södra Råda gamla kyrka. Det har vävts i olika liturgiska färger. Antependiet finns i Föreningen Värmlands hemslöjds arkiv.

### Svenska Hemslöjdsföreningen
År 1924 höll Anna Wettergren-Behm ett föredrag vid Svenska Hemslöjdsföreningarnas Riksförbunds, SHR:s årsmöte, en riksorganisation för hemslöjd, som bildades 1912. Det var då 25 år sedan Föreningen för Svensk Hemslöjd bildades. Föredraget blev sedan tryckt i såväl föreningens skriftserie som i Svenska Slöjdföreningens tidskrift, redigerad av Gregor Paulsson, som var Svenska Slöjdföreningens (nu Svensk Form) ordförande.

## Mönster för hemslöjd och konsthantverk
Anna Wettergrens-Behms verksamhet var huvudsakligen bunden till Värmlands hemslöjd. Förutom mönster till textilier och möbler tillverkade hon vackra bokband, gratulationstavlor, högtidstavlor, exlibris, monogram och pepparkaksmått. Ett speciellt intresse ägnade Anna Wettergren-Behm åt material och färgval för de mattor som hon komponerade. Hon bestämde själv garnernas grovlek och nockornas (flossornas) täthet.
En särskild inspiration fick hon av den samling av gamla hemslöjdsalster, som representerade både mjuk och hård slöjd, som man samlade ihop till en stor utställning i landshövdingepalatset i Karlstad år 1922. Resultatet blev omfattande och mångfasetterat. Vid denna tid fanns ett intresse för att förnya och utöka kyrkornas textilförråd. Anna Wettergren-Behm vävde textilier till Gagnefs kyrka i Dalarna, Vårdinge kyrka i Sörmland och antependium till Östra Fågelviks kyrka i Östra Fågelviks socken i Värmland.
1928 startade Värmlands Hemslöjd en vävateljé i Lilla Våxnäs herrgård i Karlstad. Damastdukar vävdes och såldes, dels av Värmlands Hemslöjds egen produktion, som vävdes på annexet Våxnäs herrgård, dels av Carl Widlunds damast, som vävdes på hans herrgård Tranjerdstorp. I vävateljén Lilla Våxnäs herrgård arbetade fem väverskor. Vävateljéns lokal var så stor att man kunde investera i breda vävstolar till stora dukar. Anna Wettergren-Behm både ritade moderna mönster på traditionell grund och bearbetade de gamla mönstren. I vävateljén Lilla Våxnäs herrgård vävdes Anna Wettergren-Behms damastduk med mönstret Fågel på kvist, vars mönster var komponerat efter en gammal förebild. Damastduken finns på Föreningen Värmlands hemslöjds arkiv.
Under senare år tecknade Anna Wettergren-Behm även mönster för maskinvävda duktyger i damast för Almedahl-Dalsjöfors fabriker. Bland annat gjorde hon mönster till en stor duk till Stockholmsutställningen 1930. I bården framställs bland annat Stockholms slott och svanar på vattnet. I mitten syns fyra bilder av Stockholms stadshus. Stiliserade blommor och ”tre kronor” fyller ut ytan. Andra duktyg för Almedahl har namnen Gustavianskt, Högtidsrutan och Trädgårdsgångar.
Anna Wettergren-Behm avled 1938, 60 år gammal. Under de sista åren tecknade hon även damastmönster för industrin. För den som kom i kontakt med Anna Wettergren-Behm tedde hon sig som en intagande person med ett livligt intellekt och ett par stora fascinerande ögon, som bland annat fängslade Lilli Zickerman, Svensk Hemslöjds grundare. Wettergren-Behm finns representerad vid Nationalmuseum i Stockholm.